# Falerno del Massico
Il Falerno del Massico è un vino DOC la cui produzione è consentita nella parte settentrionale della provincia di Caserta.

## Zona di produzione
La zona di produzione corrisponde all'intero territorio dei seguenti comuni della provincia di Caserta:
- Mondragone
- Falciano del Massico
- Carinola
- Sessa Aurunca
- Cellole

## Storia
La viticoltura nell'area di produzione del Falerno del Massico ha origini antichissime che risalgono ai colonizzatori greco–micenei i quali diedero un primo impulso alla millenaria coltivazione della vite nell'antico Ager Falernus, poi ripresa dagli Etruschi ed infine ulteriormente sviluppata in epoca romana con il Falerno. Tale vino veniva distinto, a seconda dell’altimetria di produzione delle uve, in Caucinum, Faustianum e Falernum e venduto in tutte le provincie dell'Impero Romano in anfore di terracotta che erano contrassegnate dai pittacium, ossia l'etichetta dell'epoca, nel quale si specificava il tipo di vino, l'anno di produzione e la zona di provenienza delle uve.
Il Falerno rappresentò per più di 500 anni il vino della ricca borghesia romana e fu elogiato da quasi tutti i poeti romani classici, ma conobbe una prima battuta d'arresto con la caduta dell'Impero romano d'Occidente.
Il Falerno del Massico, continuò ad essere prodotto anche dopo l'Impero di Roma, ma non godette dello stesso successo commerciale. Come gran parte dei vini europei, ha risentito poi degli effetti devastanti della filòssera: la produzione rallentò bruscamente agli inizi del Novecento, per poi essere ripresa con sistematicità fino agli anni Sessanta. Dal 1988/89, sotto la spinta di un avvocato e produttore di vini napoletano, Francesco Paolo Avallone, fu istituita una zona di produzione a Denominazione di origine controllata (DOC), oggi modificata secondo decreto Europeo in D.O.P.
Nel 2010 è stata costituita la "Confraternita del Falerno", prima Associazione Culturale No Profit nata con lo scopo di supportare le relazioni tra produttori, giornalisti ed amanti del vino Falerno svolgendo attività di tutela, promozione, valorizzazione e salvaguardia del vino Falerno del Massico DOC, delle uve che concorrono alla sua produzione e del suo territorio di origine.

## Tipologie

### Rosso
| uvaggio                        |             |
| titolo alcolometrico minimo    | xx,xx% vol. |
| acidità totale minima          | xx g/l.     |
| estratto secco minimo          | xx,00 g/l   |
| resa massima di uva per ettaro | xxx q.      |
| resa massima di uva in vino    | xx %        |

### Bianco
| uvaggio                        | Falanghina min 100% |
| titolo alcolometrico minimo    | 11,00 % vol.        |
| acidità totale minima          | xx g/l.             |
| estratto secco minimo          | 18,00 g/l           |
| resa massima di uva per ettaro | 100 q.              |
| resa massima di uva in vino    | 70 %                |

#### Caratteri organolettici
- Aspetto: bianco paglierino con riflessi verdognoli.
- Olfatto: vinoso, gradevole.
- Gusto: asciutto, sapido.

### Primitivo
| uvaggio                        |             |
| titolo alcolometrico minimo    | xx,xx% vol. |
| acidità totale minima          | xx g/l.     |
| estratto secco minimo          | xx,00 g/l   |
| resa massima di uva per ettaro | xxx q.      |
| resa massima di uva in vino    | xx %        |